# Франк, Леонхард
Леонхард Франк (нем. Leonhard Frank; 4 сентября 1882 года, Вюрцбург — 18 августа 1961 года, Мюнхен) — немецкий писатель, основным литературным методом которого был экспрессионизм. Убежденный пацифист, он не участвовал в войне. Преследуемый за антивоенные выступления, в 1915 вынужден был эмигрировать в Швейцарию, где жил с 1915 по 1918 год. В ноябре 1918 вернулся в Германию, был членом Революционного совета в Мюнхене. После, вернувшись в Берлин, вел жизнь свободного художника, сделав литературную деятельность своей профессией. В 1933 был вынужден вновь покинуть родину, куда смог вернуться только в 1950. С 1933 находился в эмиграции (Франция, Великобритания, США); с 1950 жил в Мюнхене (ФРГ). С 1957 почётный доктор университета им. Гумбольдта (Берлин, ГДР). Романы и пьесы Леонгарда Франка известны своим индивидуальным стилем. Проза Франка была компактной и строгой. Данный выбор стиля использовался писателем для освещения его основной темы — ущерба, наносимого буржуазным обществом индивидуальному духу.

## Биография
Франк родился 4 сентября 1882 года в Вюрцбурге. Он был четвёртым ребёнком в очень бедной семье подмастерья столяра Иоганна Франка и его жены Марии (урожд. Бах).
Сменил различные профессии, но самым главным его увлечением было изобразительное искусство (он учился живописи и графике в Мюнхене). Первая книга Франка — «Разбойничья шайка» (Die Rauberbande), вышедшая в 1914 году, накануне Первой мировой войны, принесла ему широкую известность. Увидев берлинского журналиста, праздновавшего потопление лайнера «Лузитания», принял решение покинуть Германию, охваченную шовинистическим психозом, и поселиться в нейтральной Швейцарии, где выпустил экспрессионистский сборник новелл пацифистского направления «Человек добр» (Der Mensch ist gut, 1917).
В 1920-х годах сблизился с революционными левыми писателями, включая Бехера, Брехта, Киша. Его интерес к рабочему движению, приверженность социализму и стремление к свержению капитализма нашли отображение в его романе «Бюргер» (Der Burger, 1924). В новелле «В последнем вагоне» (Im letzten Wagen, 1925) соотносит классовую принадлежность персонажей с их социально-политической характеристикой и человеческими качествами. В автобиографии «Слева, где сердце» он впоследствии писал: «Он верит, что ход истории по основному пути развития необходимо ведёт к социалистическому устройству экономики… Он верит, что экономическому строю корысти и чистогана… к 2000 году придёт на смену строй социалистический». Также в этот период отчасти автобиографических произведений Франк написал то, что считается его лучшим творением, — роман «Карл и Анна» (Karl und Anna, 1926). Роман представлял собой реалистический шедевр, в котором солдат соблазняет жену своего товарища.
В романах «Оксенфуртский мужской квартет» (Das Ochsenfurter Männerquartätt, 1927), «Трое из трёх миллионов» (Von drei Millionen drei, 1932) продолжает повестование о городе Вюрцбурге, начатое в «Разбойничьей шайке». Роман «Трое из трёх миллионов» написан под влиянием «Великой депрессии» и вызванной ей безработицы.
Франк работал внештатным писателем в Берлине до 1933 года. Смерть его первой жены в 1923 году привела к серьёзному творческому кризису. Примерно через год он вернулся к литературной деятельности и был вовлечен в культурную среду Берлина. Франк был членом комитета содействия художникам Международной рабочей помощи (Internationale Arbeiterhilfe, сокр. IAH) Вилли Мюнценберга и кружка оппозиционных писателей «Группа 1925» (включая Йоханнеса Р. Бехера, Альфреда Дёблина, Бертольта Брехта).
За литературный успех Франку пришлось "заплатить" тем, что его отчасти революционные сочинения не понравились нацистам, которые в 1933 году его книги сначала запретили, а потом сожгли. В 1934 году как автор антивоенной книги «Человек добр» был лишён нацистами немецкого гражданства. Его книги в Германии были запрещены и не публиковались вплоть до 1952 года, когда вышла автобиографическая книга «Слева, где сердце» (Links wo das Herz ist). Все это время писатель жил в эмиграции (в Швейцарии, Лондоне и Париже, откуда после нацистской оккупации чудом смог бежать в США), где он начал писать роман о послевоенной Германии «Ученики Иисуса» (Die Jünger Jesu, 1949).
Леонгард Франк умер 18 августа 1961 года в Мюнхене. За пять дней до его смерти пришло известие о строительстве Берлинской стены. Франк ликовал: «Наконец-то! Только так ГДР может предотвратить эксплуатацию Западом». Похоронен на Северном кладбище в Мюнхене.

## Семья
Первая жена скончалась в 1923 году.
Вторая жена — переводчица киевлянка и одесситка Елена Макенн Пьюснер. В том же 1929 году родился сын — социолог Андреас Гундер Франк (Andre Gunder Frank).

## Публикации на русском языке
- Леонгард Франк. Ученики Иисуса / Пер. Р. М. Гальпериной. — М.: Государственное издательство иностранной литературы, 1957.
- Леонгард Франк. Избранное / Пер. В. Н. Куреллы, И. Н. Каринцевой, Е. А. Гнедина. — М.: Государственное издательство художественной литературы, 1958.
- Леонгард Франк. Матильда / Пер. Л. Б. Чёрной. — М.: Государственное издательство художественной литературы, 1962.
- Леонгард Франк. Руфь / Пер. Т. А. Путинцевой. — М.: Искусство, 1963.
- Леонгард Франк. Причина / Пер. В. И. Стеженского, Н. Махвиладзе, И. Н. Каринцевой, Д. Л. Каравкиной. — М.: Прогресс, 1969.
- Леонгард Франк. Шайка разбойников. Оксенфуртский мужской квартет. Из трех миллионов трое / Пер. В. Н. Куреллы, И. Н. Каринцевой. — М.: Художественная литература, 1970.
- Леонгард Франк. Пьесы / Пер. О. Михеевой. — М.: Искусство, 1972.
- Леонгард Франк. Избранное. В 2 томах. — М.: Терра-Книжный клуб, 2003. Серия: Современный зарубежный роман.